# 希特拉島

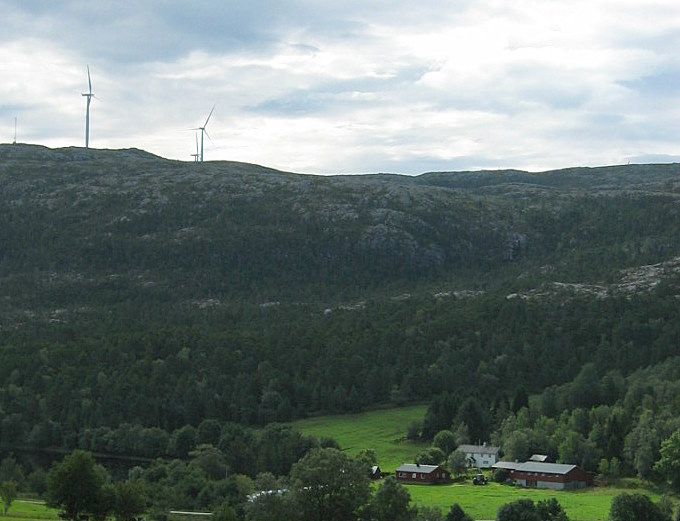
岛上风景

希特拉島（挪威語：Hitra）是挪威的島嶼，位于特倫德拉格郡，陸地面積571.5平方公里，是挪威大陸第七大島嶼，也是北極圈以南最大型島嶼，島上最高點345米。

## 外部連結
- Hitra Vindpark （页面存档备份，存于） （挪威文）
- 维基导游上有關Sør-Trøndelag的旅行指南
- Municipal fact sheet from Statistics Norway